# Euplassa isernii
Espèce
Statut de conservation UICN

 VU D2 : Vulnérable
Euplassa isernii est une espèce de plantes à fleurs de la famille des Proteaceae endémique au Pérou.

## Publication originale
- (en) Publications of the Field Museum of Natural History, Botanical Series 13(2/2): 370. 1937.